# 紫霄宮
紫霄宮，是中国道教名山武当山中的主要道教建筑之一，位于天柱峰东北、展旗峰东坡下，為武當山道教活動中心。
紫霄宮始建于宋徽宗宣和年间，主要以祭祀玄武神为主，南宋末年毁于襄阳战火。元世祖至元十二年（1275年），全真派道士鲁大宥、汪真常等重建宫殿，命名为“紫霄元圣宫”。明永樂十年(1412年)，根据明成祖御令重建大殿，赐名为“太玄紫霄宫”。
紫霄宫现任保存完好，入東天門有龍虎殿，御碑亭、十方堂、紫霄殿，父母殿等，主殿為重檐九脊式建築，下有層層崇臺，內奉真武大帝，著名道教武當拳、武當劍均發源於此。紫霄宮现为武當山道教協會所在地，1984年被定為全國重點道教宮觀，由道教徒管理。
紫霄宮龍虎殿面闊三間，懸山式屋頂。殿內供奉青龍、白虎神像。

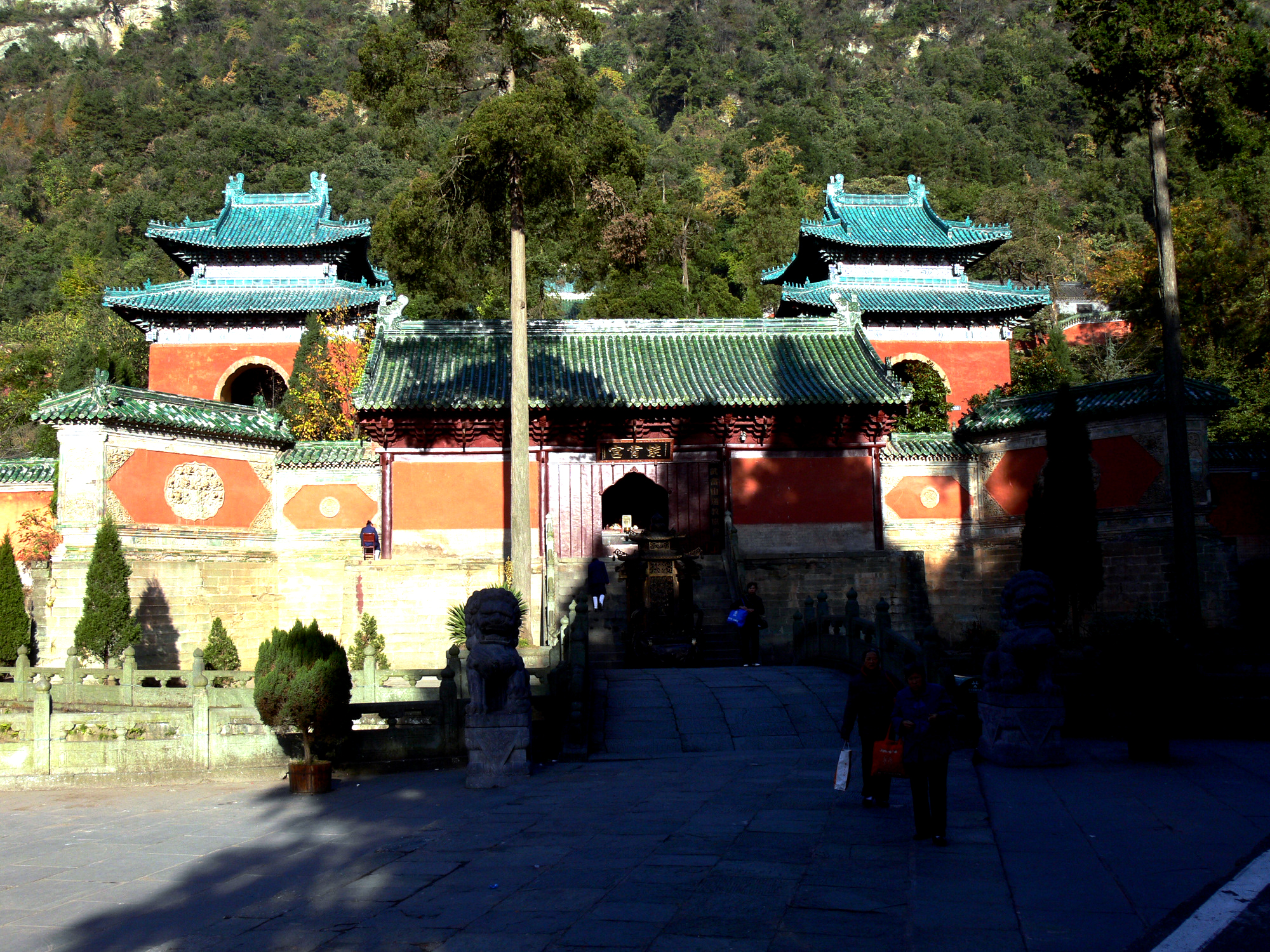
武当山紫霄宫
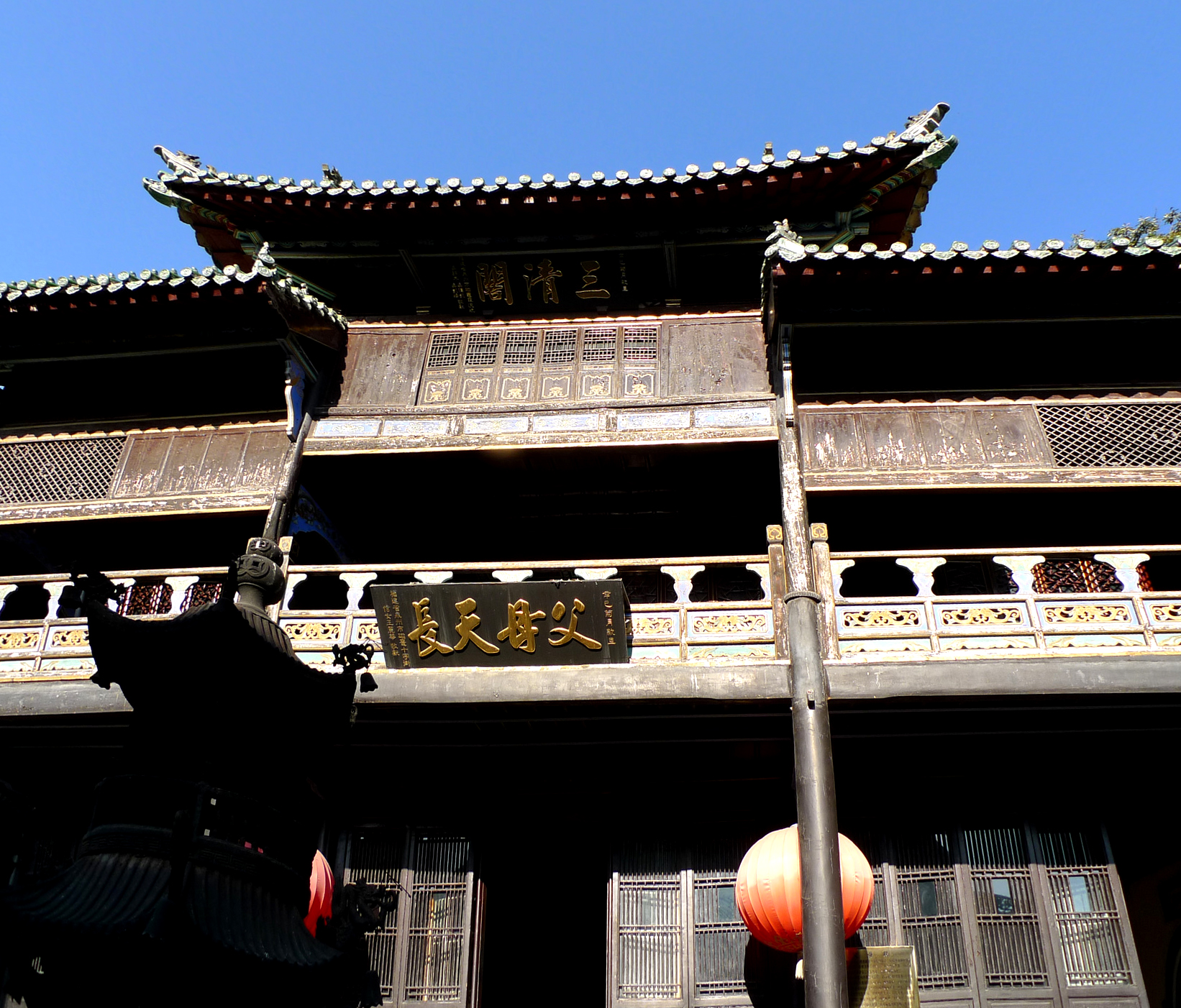
武当山紫霄宫父母殿
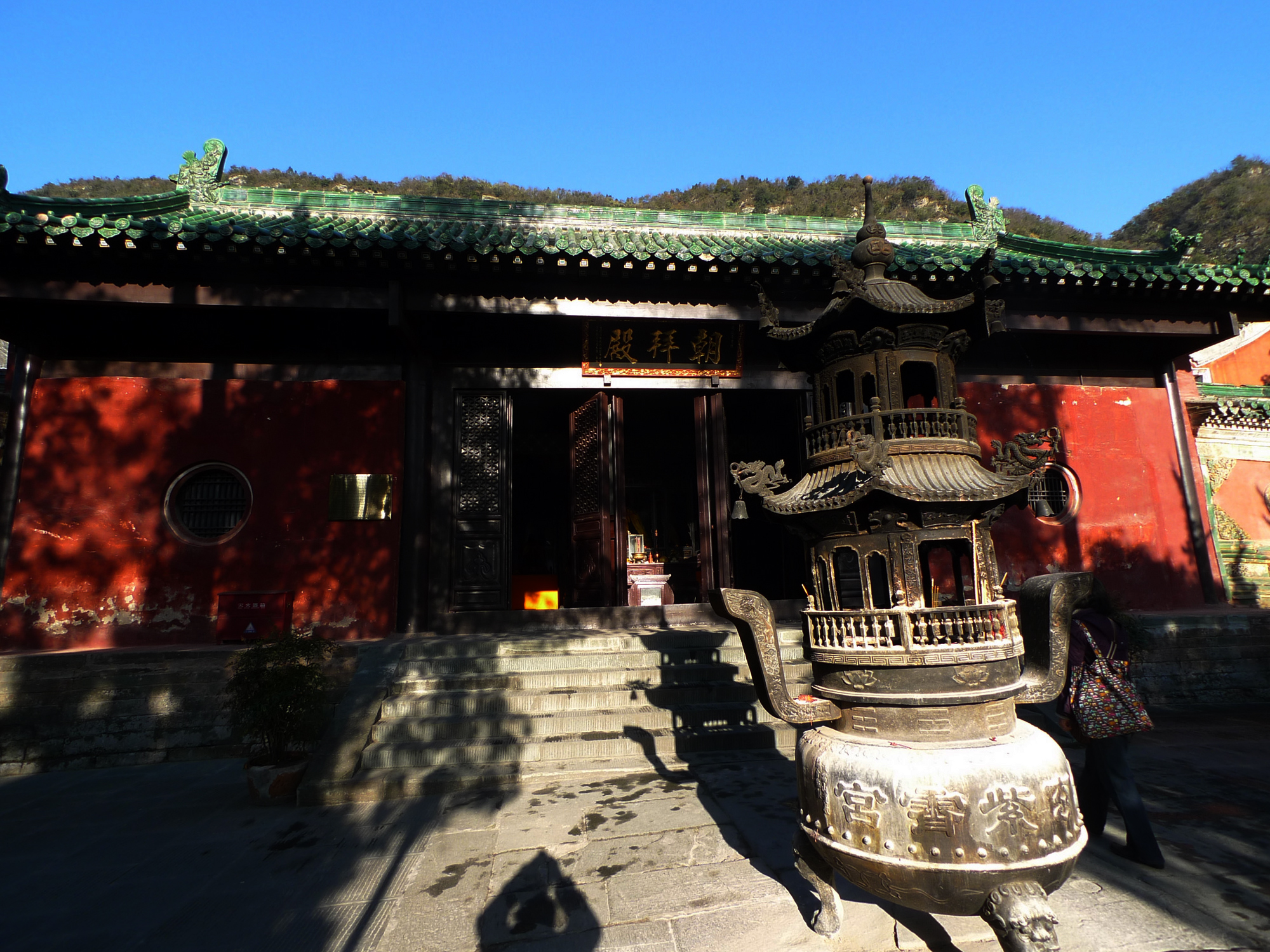
武当山紫霄宫朝拜殿